# A. W. Heinrich Langhein
A. W. Heinrich Langhein (* 29. April 1962 in Hamburg) ist ein deutscher Politiker (CDU).  Von März 2004 bis März 2011 war er Mitglied der Hamburgischen Bürgerschaft. 

## Werdegang
Nach dem Jurastudium in Hamburg und München folgte für Langhein 1990 eine Promotion zum Dr. jur. Seit 1991 ist er Rechtsanwalt und war von 1995 bis 2008 als Lehrbeauftragter an der Universität Hamburg tätig. Er ist Mitglied in einem evangelisch-lutherischen Kirchenvorstand in Eimsbüttel. Er ist verheiratet und hat zwei Kinder.
Von 1991 bis 1993 war Langhein Mitglied der Bezirksversammlung Hamburg-Eimsbüttel, von 1997 bis 2001 war er als Deputierter der Baubehörde und von 2001 bis 2004 der Justizbehörde zugeteilt. Er war bis 2007 Vorsitzender im Hamburger Verfassungsausschuss und Mitglied im Rechtsausschuss und von 2008 bis 2011 Mitglied im Wissenschaftsausschuss und Sportausschuss der Hamburgischen Bürgerschaft. Von Mai 2019 bis August 2024 gehörte er wieder der Bezirksversammlung Eimsbüttel an. Seine erneute Kandidatur war 2024 erfolglos.

## Veröffentlichungen
- Das Prinzip der Analogie als juristische Methode. Ein Beitrag zur Geschichte der methodologischen Grundlagenforschung vom ausgehenden 18. bis zum 20. Jahrhundert. Berlin 1992. Zugleich Dissertation an der Hamburger Universität 1990.
- Die Macht des Richters beim Indizienbeweis – eine Hamburgensie. In: Volker Friedrich Drecktrah, Dietmar Willoweit (hrsg.): Rechtsprechung und Justizhoheit. Böhlau; Köln, Weimar, Wien 2016.